# Rengersdorf (Eichendorf)
Rengersdorf ist Gemeindeteil des Marktes Eichendorf  im Landkreis Dingolfing-Landau, Niederbayern. 

## Geographie
Das Kirchdorf liegt im Vilstal 4,5 Kilometer westlich von Eichendorf an der Staatsstraße 2083 auf der Gemarkung Rengersdorf I.

## Geschichte
Die durch das bayerische Gemeindeedikt 1818 begründete Gemeinde Rengersdorf umfasste auf der 835,4 Hektar großen Gemeindefläche neben Rengersdorf die Orte Breitenhub, Büchsenholz, Grüben, Haag, Hochholzen, Kraglöd, Madl, Marienthal, Niedereck, Obereck, Paßhausen, Sandberg, Stelzenöd, Untermadl, Weilöd und Wildeneck. Rengersdorf, Büchsenholz, Kraglöd, Madl, Paßhausen, Stelzenöd und Weilöd wurden im Zuge der Gebietsreform in Bayern am 1. Juli 1972 in den Markt Eichendorf eingegliedert. Breitenhub, Grüben, Haag, Hochholzen, Marienthal, Niedereck, Obereck, Sandberg, Untermadl und Wildeneck kamen nach Simbach

## Baudenkmäler
Die katholische Filialkirche St. Leonhard stammt aus der zweiten Hälfte des 15. Jahrhunderts.